# Curtiss SOC Seagull
Le Curtiss SOC-1 Seagull est un avion militaire de l'entre-deux-guerres. Il s'agit d'un hydravion à flotteurs, pouvant être embarqué sur les croiseurs ou cuirassés de l'US Navy. Il a participé à la Seconde Guerre mondiale.

## Conception et production
Le Curtiss SOC Seagull est un biplan monomoteur d'observation conçu par Alexander Solla pour Curtiss-Wright Corporation. Conçu pour servir à partir des cuirassés et croiseurs en configuration hydravion, l’avion est lancé par catapulte et récupéré après l’amerrissage. L’avion est remonté par temps calme avec un treuil situé sur le pont arrière. Les ailes sont repliées contre le fuselage pour le stockage à bord des navires. L'avion, lorsqu'il est basé à terre, peut recevoir un train d'atterrissage classique.
Le SOC est commandé par la marine des États-Unis en 1933 et entre en service en 1935. La commande initiale est de 135 modèles SOC-1, qui est relancée par 40 modèles SOC-2 pour les opérations de débarquement et 83 modèles SOC-3. Une variante de la SOC-3, le SON-1 est construit par la Naval Aircraft Factory à 64 exemplaires. Curtiss livre en tout 258 avions dans les versions SOC-1 par SOC-4.

## Service
Pendant les six premiers mois de service naval, le SOC est dénommé XO3C-1. La désignation change pour SOC quand il est décidé de fusionner ses rôles de pistage et d'observation. Le SOC n'a pas été surnommé Seagull (mouette) avant 1941, lorsque la marine américaine commence à attribuer des noms populaires à ses avions, en plus de leurs désignations alphanumériques. Le nom Seagull avait déjà été donné à deux avions civils Curtiss, un modèle Curtiss 18 et un modèle 25, deux hydravions Curtiss MF convertis. L'appareil est exploité par l'United States Navy, l'United States Marine Corps et l'United States Coast Guard,.
Le SOC est affecté premièrement sur l’USS Marblehead en novembre 1935. À la fin des années 1930, il remplace son prédécesseur sur l'ensemble de la flotte. La production prend fin en 1938. En 1941, un grand nombre de navires de guerre de la marine effectue une nouvelle transition vers le Vought OS2U Kingfisher. La troisième génération Curtiss SO3C Seamew, est conçue pour remplacer les modèles SOC vieillissant sur les croiseurs. Cependant, le SO3C souffre de nombreux problèmes liés à une sous-motorisation.
Vers la fin de 1943, après l'échec du Curtiss SO3C Seamew, de nombreux SOC positionnés en deuxième ligne sont déployés à partir d'unités de première ligne et restent en service à bord de navires en zone de combat jusqu’à la fin de la Seconde Guerre mondiale. C'est l'un des rares cas dans l'histoire de l'aviation où un aéronef retiré ou envoyé en deuxième ligne, remplace le nouveau type d'aéronef censé prendre sa place. Lorsque le SOC est remplacé par l'OS2U Kingfisher, la plupart des cellules d'aéronefs restantes sont converties en avion d'entrainement, et sont utilisées jusqu'en 1945.

## Variantes

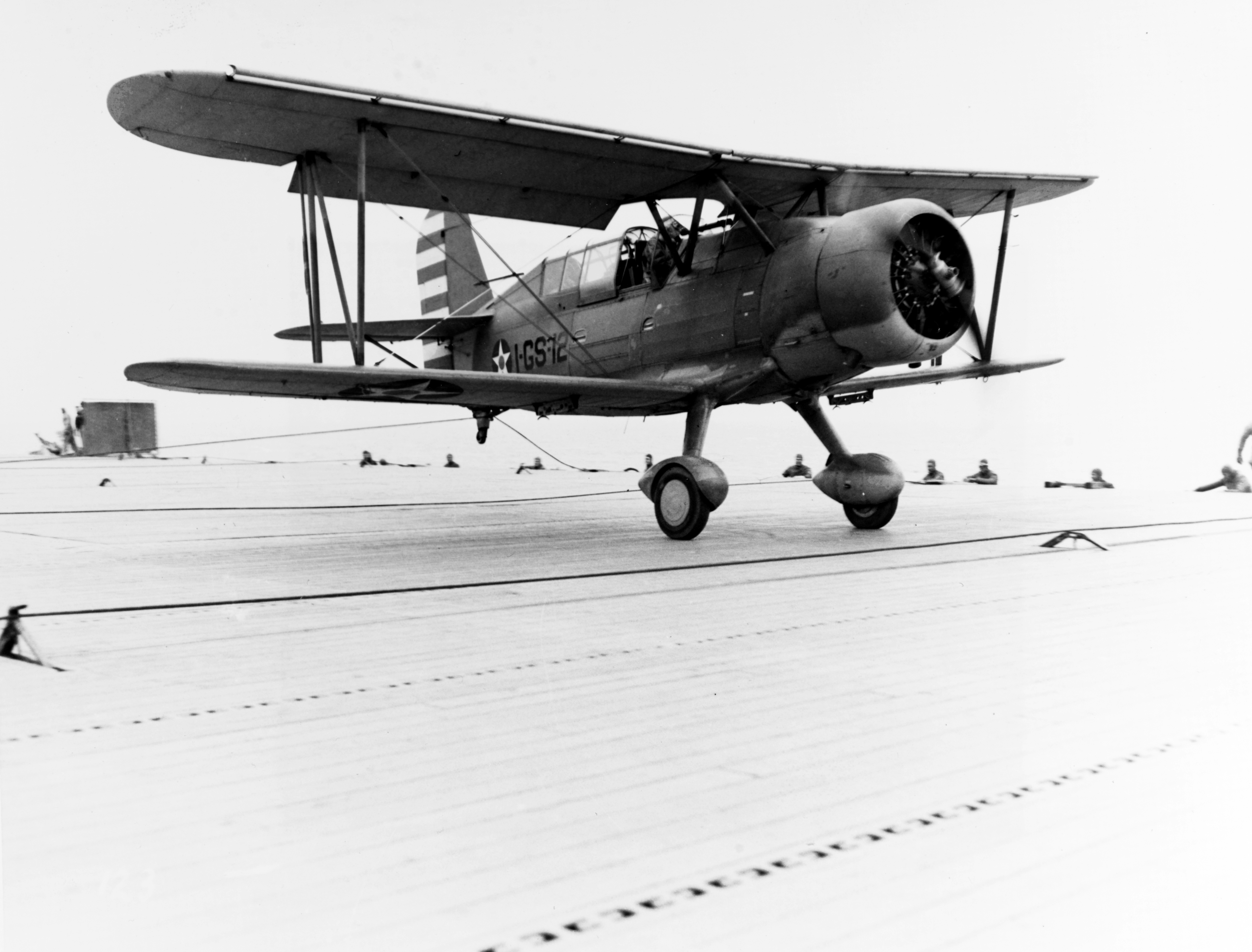
Un SOC-3A Seagull atterrit sur l'USS Long Island (CVE-1) en avril 1942.

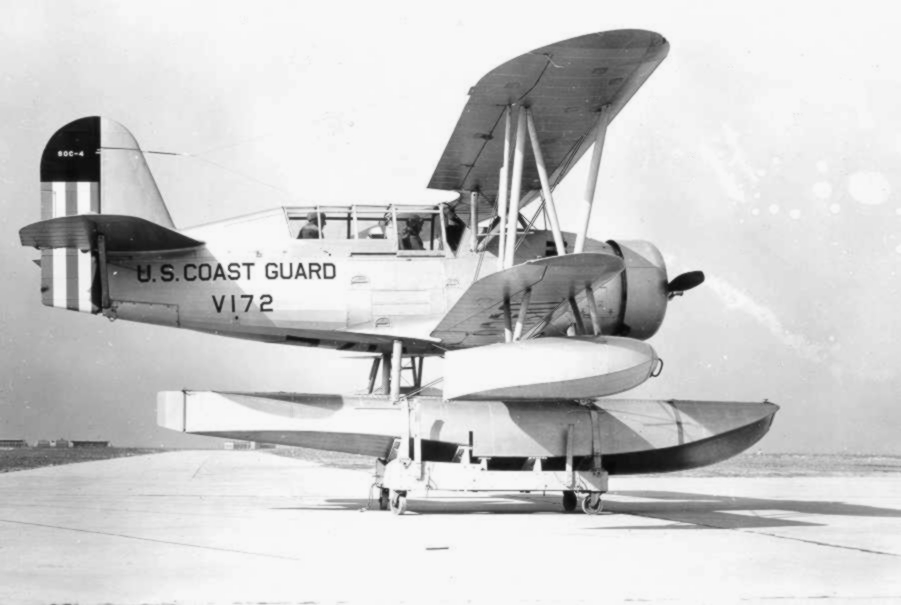
Un SOC-4 de l'US Coast Guard.

XO3C-1 (Curtiss Model 71)Prototype, motorisé par un moteur Pratt & Whitney R-1340-12 (410 kW). Un appareil construit, re-designé XSOC-1 le 23 mars 1935.
SOC-1 (Curtiss Model 71A)Version de production, avec moteur R-1340-1318 enfermé dans un capot NACA. Flotteur interchangeable et châssis mobile. 135 appareils fabriqués,.
SOC-2 (Curtiss Model 71B)Changements mineurs, avec moteur R-1340-1322. Châssis à roues seulement. 40 appareils fabriqués,.
XSO2C-1 (Curtiss Model 71C)Version améliorée. Un prototype, pas de production.
SOC-3 (Curtiss Model 71E)Semblable au SOC-2, mais avec châssis interchangeables. 83 construits par Curtiss comme SOC-3 et 44 construits par la Naval Aircraft Factory comme SON-1.
SOC-3ATous les SOC-4 ont été transférés à la Marine des États-Unis en 1942 (BuNo 48243, 48244, 48245, respectivement), il a donc fallu adapter les SOC-3A, avec l'installation d'un équipement pont d'arrêt.
SOC-4 (Curtiss Model 71F)La Garde côtière américaine a acquis les trois derniers SOC-3 produits par Curtiss en 1938 et ceux-ci ont été désignés comme SOC-4 avec les indicatifs V171, V172, V173 et.
SO2CUn bâti pour évaluation sur la base du SOC-3, mais avec un nouveau fuselage et alimenté par un moteur R-1340-35.
SON-1SOC-3 fabriqués par la Naval Aircraft Factory.
SOR-1produit par Ryan en 1941.